# Justicia schoensis
Justicia schoensis är en akantusväxtart som beskrevs av Gustav Lindau. Justicia schoensis ingår i släktet Justicia och familjen akantusväxter. Inga underarter finns listade i Catalogue of Life.